# Кривая Речка (рукав Днепра)
Кривая Речка (укр. Крива Річка) — левый рукав реки Днепр, расположенный на территории Репкинского района (Черниговская область, Украина).

## География
Длина — 10,5 км. Русло реки (отметки уреза воды) в нижнем течении (устье) находится на высоте 104,4 м над уровнем моря. 
Рукав ответвляется от основного русла Днепра западнее села Губичи. Река течёт на юго-восток, делает поворот в нижнем течении на юго-запад. Впадает в реку Днепр (на 1078,5-м км от её устья) северо-западнее села Неданчичи. Исток и устье расположены непосредственно восточнее государственной границы Украины с Белоруссией.
Русло сильно-извилистое, с крутыми поворотами. Сообщается временными протоками с основным руслом реки Днепр. Рукав Кривая Речка и основной рукав Днепра образовывают крупный остров. Берега обрывистые с пляжами и без, высотой 2-5 м. 
Притоки: (от истока к устью) Вертечь, безымянные ручьи, протоки
Населённые пункты  (от истока к устью):
1. коттеджный посёлок Озёрное (вне населенных пунктов)